# Imitatieproduct
Een imitatieproduct is een nabootsing van een bestaand product of een product waarbij een bepaalde eigenschap of uiterlijk wordt nagebootst. Sommige imitaties zijn toegestaan, andere zijn per wet verboden. De wetgeving omtrent imitatieproducten is niet in elk land gelijk. Binnen de Europese Unie moeten de nationale wetten ook voldoen aan de Europese regels.

## Soorten imitatieproducten

### Imitatie van de natuur

#### Mode

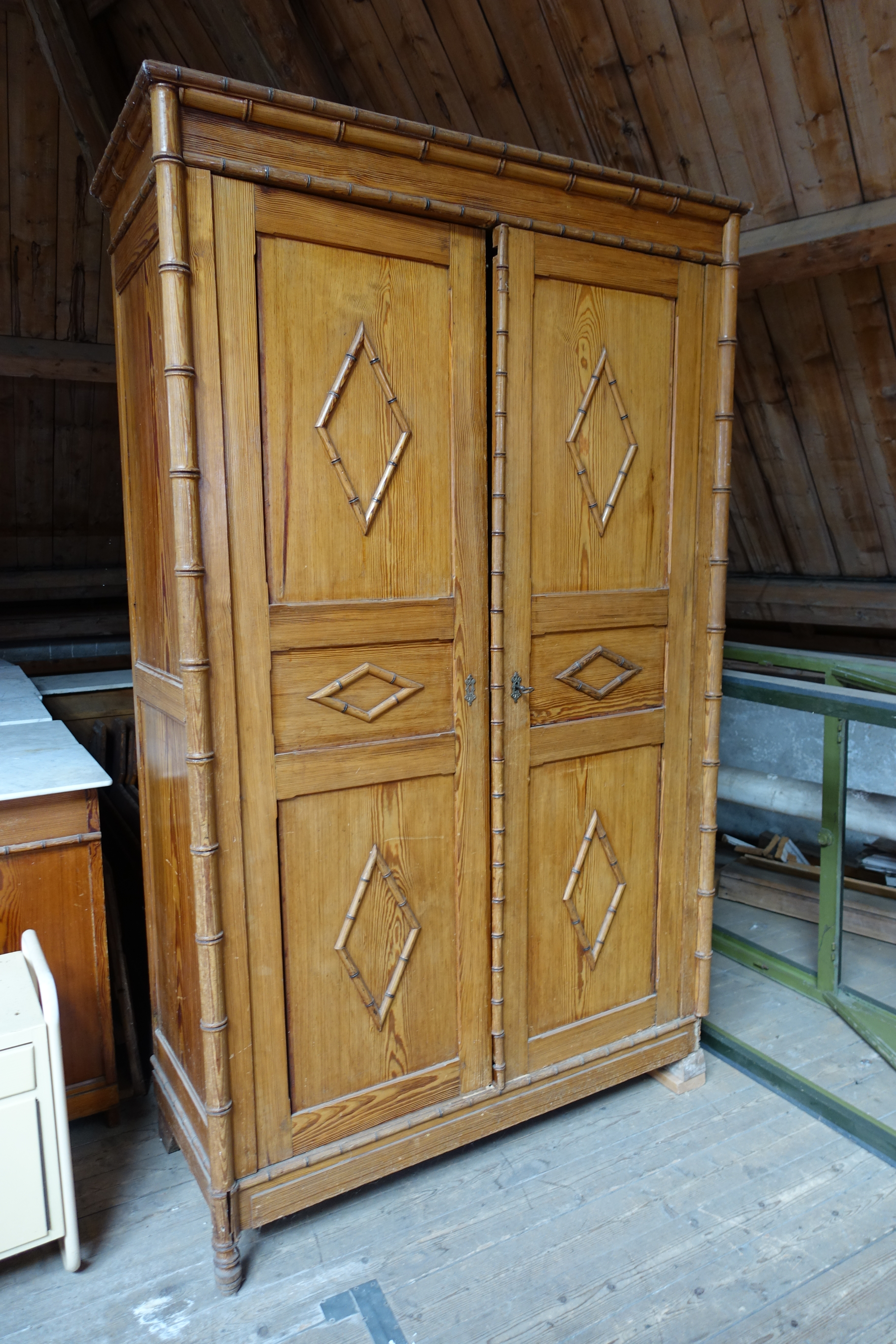
Een houten kast, zodanig gesneden en beschilderd dat het lijkt alsof deze van bamboe is.

In de mode worden al eeuwenlang dierlijke materialen zoals huiden en vachten in modeaccessoires verwerkt. Door de negatieve publiciteit rondom het voor dit doel verwerken van dierlijk materiaal en soms ook uit kostenoverwegingen worden ook imitatieproducten gebruikt. Zo wordt er gebruikgemaakt van imitatieleer, imitatiebont, imitatielinnen, imitatiekatoen, enz. Dit is bij wet toegestaan indien het voor de consument duidelijk is dat het om een imitatie of namaak gaat. De gegevens dienen op een label of etiket in de kleding aangebracht te worden. Op dit label hoort de samenstelling van het artikel en de verhouding tussen de verschillende gebruikte materialen aangegeven te zijn.
Ook in de architectuur komt imitatie voor. In kerken staan vaak gemarmerde altaren en pilaren. Deze elementen zijn vaak van hout gemaakt en daarna zodanig beschilderd dat zij van afstand toch op marmer lijken. Echt marmer was vaak te duur, of te zwaar voor ondergrond van de kerk. Bij meubels was het rond 1900, maar later ook nog, mode om bamboe te gebruiken. Dit was een exotisch product en daardoor duur. Om het bamboe-uiterlijk te verkrijgen werden er ook houten meubels gemaakt waar de knoesten in het hout gesneden werden, zoals bij de kast op de foto. Het kwam ook voor dat goedkoop hout zodanig beschilderd werd, dat het op duurder hout lijkt.

#### Voedselimitaties
Dit zijn non-foodproducten zoals speelgoed en decoraties. Omdat deze imitaties met name door kleine kinderen verward kunnen worden met eet- of drinkwaren waarbij een aantal van deze producten een gevaar kan opleveren voor de gezondheid of veiligheid wanneer deze in de mond genomen worden dan wel gegeten of gedronken worden, bestaat er aparte wetgeving voor deze categorie van imitatieproducten. De wetgeving hierover is vastgelegd in het Warenwetbesluit Imitatieproducten. Dit Warenwetbesluit is gebaseerd op EU-richtlijn 83/357/EEG.

#### Smaakimitaties
Deze imitaties zijn ook bekend onder de noemer smaakstoffen. Door het toevoegen van een smaakstof wordt de smaak van een ingrediënt zo versterkt dat er minder van gebruikt hoeft te worden. Soms gebeurt het echter dat de smaakstof een ingrediënt naar iets anders laat smaken, een imitatie van het ingrediënt of product dat men proeft. Een bekend voorbeeld hiervan zijn de diverse kaassmaken die vaak aan producten worden toegevoegd, men spreekt dan vaak van imitatiekaas of nepkaas.
Dit is niet bij wet verboden op voorwaarde dat de toepassing geen gevaar voor de volksgezondheid oplevert, maar de gebruikte stoffen en ingrediënten moeten wel vermeld worden op de verpakking. Wat en hoe deze informatie op een etiket moet staan staat in de Warenwet.

### Imitaties van bestaande producten en merken

#### Nepartikelen
Dit zijn in feite vervalsingen. Deze vorm van imitatieproducten komt niet alleen vaak voor in de mode-industrie maar ook in onder andere de sieraden- en parfumindustrie. Het komt erop neer dat producten ten onrechte van een label van een A-merk worden voorzien. De consument of koper gaat er dan van uit dat hij een product van het betreffende merk aanschaft terwijl dit niet het geval is. Hierdoor lijdt de producent van het A-merk schade en de consument wordt opgelicht. Deze vorm van imitatieproducten worden door de wet beschouwd als een inbreuk op het intellectuele eigendom, is wettelijk verboden en dus strafbaar.

#### Look-a-likeproducten
Dit zijn geen vervalsingen maar de producenten imiteren bestaande (merk)producten. Vaak zijn de verschillen tussen origineel en imitatie zeer klein. Deze vorm van imitatieproducten zijn een voortdurende bron van rechtszaken. De centrale vraag is vaak of de koper de imitatie gemakkelijk kan onderscheiden van het origineel. Het komt ook voor dat een bonafide producent van inbreuk op het intellectuele eigendom wordt beschuldigd omdat zijn product kenmerken zou vertonen die gelijk of nagenoeg gelijk zijn aan die van een product van de klager. De basis voor deze claims zijn het tekeningenrecht of het modellenrecht. Een tekening of model is het nieuwe uiterlijk van een gebruiksvoorwerp. Het tekeningenrecht beschermt het tweedimensionale patroon of de tekening van een product. Het modellenrecht beschermt de vormgeving van driedimensionale voorwerpen. Ontwerpen die nodig zijn om een technisch resultaat te krijgen, vallen niet onder het tekeningenrecht of modellenrecht maar onder het octrooirecht.

### Surrogaatproduct
Een surrogaatproduct is een product dat een ander product moet vervangen en daarmee dit product imiteert. Zolang het duidelijk is dat het een surrogaat betreft en niet het oorspronkelijke product is het wettelijk toegestaan. Een bekend surrogaatproduct is bijvoorbeeld surrogaatkoffie. Dit werd vooral tijdens de Tweede Wereldoorlog gedronken als vervanger van de koffie die schaars was of zelfs helemaal niet beschikbaar. Het brouwsel van gebrande eikels of gerst moest de koffiesmaak vervangen maar naast smaakverschillen hadden deze producten ook andere eigenschappen. Tegenwoordig worden deze producten gebruikt wanneer er bijvoorbeeld sprake is van voedselintolerantie ten opzichte van het oorspronkelijke product.